# Perda auditiva retrococlear
A perda auditiva retrococlear é um tipo de perda auditiva caracterizada pelo comprometimento das vias auditivas centrais ou do nervo vestibulococlear (VIII par craniano), estruturas localizadas após a cóclea. Distingue-se da perda auditiva periférica (que envolve lesões nas células ciliadas cocleares) por afetar especificamente a transmissão neural do sinal sonoro em direção ao tronco encefálico e ao córtex auditivo, preservando geralmente a função coclear. A fisiopatologia decorre da interrupção na condução dos impulsos elétricos gerados na cóclea. Os fatores etiológicos podem envolver: compressão neural (causada por massas tumorais), desmielinização (associada a doenças autoimunes), degeneração axonal (induzida por agentes ototóxicos) e dessincronização neural (espectro da neuropatia auditiva).

As principais etiologias incluem neuroma acústico ou Schwannoma vestibular (tumor benigno que comprime o nervo coclear, representando cerca de 80% dos casos de lesões retrococleares), espectro da neuropatia auditiva (dessincronização na transmissão neural, frequentemente ligada a mutações genéticas, como gene OTOF), doenças desmielinizantes como esclerose múltipla (lesão na bainha de mielina das vias auditivas), neurite vestibular ou auditiva (inflamação viral ou autoimune do nervo coclear), acidente vascular encefálico (isquêmico ou hemorrágico no tronco encefálico) e ototoxicidade retrococlear que podem causar danos em estruturas neurais por agentes quimioterápicos (cisplatina) ou algumas classes de antibióticos (aminoglicosídeos). Os sintomas abrangem perda auditiva assimétrica, dificuldade de discriminação de fala (especialmente em ruído), zumbido e alterações vestibulares. A avaliação requer exames como avaliação audiológica básica e eletrofisiológica com potenciais evocados auditivos de tronco encefálico e exame de imagem por ressonância magnética.

## Causas
- Neuroma acústico (Schwannoma vestibular): tumores originários das células de Schwann do nervo vestibular, representando 5-10% dos tumores intracranianos.[31] Crescem no ângulo pontocerebelar, comprimindo o nervo auditivo. Sintomas incluem perda auditiva assimétrica, zumbido e distúrbios vestibulares.[6][10][32]
- Espectro da neuropatia auditiva: caracterizada por dessincronização na transmissão neural com preservação das células ciliadas externas.[33][34][35][5] Alguns dos fatores etiológicos associados com a neuropatia auditiva são: hipóxia neonatal (redução ou interrupção do suprimento de oxigênio aos tecidos do recém-nascido durante o período perinatal[9]), hiperbilirrubinemia neonatal,[36] mutações genéticas (gene OTOF[37][38]) ou doenças autoimunes.[39]
- Doenças desmielinizantes: a esclerose múltipla pode causar placas desmielinizantes no tronco encefálico, comprometendo a condução saltatória no VIII par craniano, com a perda auditiva podendo se caracterizar como flutuante e bilateral.[40][41]
- Neurite auditiva: inflamação aguda do nervo coclear, associada a infecção viral por herpes-zóster ótico (Síndrome de Ramsay Hunt[42][43]) ou sífilis otológica/otossífilis (perda auditiva associada à neurossífilis[44][45][46]), meningite (bacteriana[47] ou viral[48][49]) ou Doença de Lyme.[50][51]
- Acidente vascular encefálico: lesões isquêmicas ou hemorrágicas na ⁣⁣ponte⁣⁣ podem danificar núcleos cocleares, ou vias ascendentes.[18][19][20][52]
- Ototoxidade retrococlear: lesão de estruturas neurais por substâncias que afetam o nervo auditivo como algumas classes de medicamentos quimioterápicos (cisplatina,[21][22] carboplatina[53]) e antibióticos aminoglicosídeos (gentamicina,[54][23] amicacina[55][56]). Alguns diuréticos como furosemida podem agravar lesões retrococleares em contextos de neuropatia auditiva pré-existente ou sinergia com toxinas neurais.[57][58]

## Caraterísticas
Os principais sintomas incluem discriminação da fala prejudicada devido à dessincronização neural que compromete a análise temporal do sinal sonoro; zumbido unilateral decorrente de atividade neural ectópica por compressão ou lesão; efeito roll-over (queda paradoxal na percepção de fala em altas intensidades avaliada pela logoaudiometria e curva logoaudiométrica); assimetria auditiva característica de lesões unilaterais como tumores ou AVE; e vertigem/desequilíbrio associados ao comprometimento vestibular. Os achados audiológicos caracterizam-se por uma perda auditiva sensorioneural assimétrica na audiometria tonal, com limiares tonais (tanto por via aérea quanto por via óssea), configuração audiométrica tipicamente plana ou irregular, prolongamento das latências das ondas I-III-V na avaliação do potencial evocado auditivo do tronco encefálico (PEATE), limiares elevados ou ausentes do reflexo acústico estapediano, e emissões otoacústicas preservadas (evidenciando integridade da função coclear).

## Diagnóstico
A identificação da perda auditiva retrococlear tem início e base na avaliação audiológica básica (composta por audiometria, logoaudiometria, reflexo acústico estapediano e timpanometria) e na avaliação eletrofisiológica, realizadas pelo fonoaudiólogo, com acompanhamento do médico otorrinolaringologista. A avaliação eletrofisiológica contribui para a caracterização e especificidade na detecção de alterações retrococleares, sendo indicado o uso do PEATE, que avalia a integridade funcional das vias neurais auditivas. Quando necessário, pode-se prosseguir com exames de imagem, como a ressonância magnética com contraste, para confirmação e topodiagnóstico de lesões (localização anatômica da alteração, como o Schwannoma vestibular. A investigação pode incluir também a avaliação da função vestibular (por exemplo, utilizando a vectoeletronistagmografia ou o teste do impulso cefálico por vídeo) e, quando indicado, testes imunológicos e genéticos para suspeita de etiologias específicas, como neuropatias auditivas de origem autoimune ou hereditária.

## Tratamento
A conduta terapêutica para perda auditiva retrococlear deve ser individualizada, conforme a etiologia identificada. No caso do neuroma acústico, três abordagens são comumente adotadas: observação vigilante, indicada para tumores menores que 1,5 cm e de crescimento lento, radiocirurgia estereotáxica, e cirurgia de ressecção tumoral, realizada por via de acesso à fossa média ou retrossigmoide, especialmente em casos sintomáticos ou de crescimento acelerado. O implante coclear tem se mostrado eficaz na restauração da sincronia neural, sobretudo em casos com preservação das estruturas periféricas, como em casos do espectro da neuropatia auditiva. O uso de tecnologia de modulação por frequência (FM) pode oferecer suporte complementar, promovendo melhor relação sinal/ruído em situações de comunicação com presença de ruído competidor. Quando associada a etiologias autoimunes, a perda auditiva pode responder a corticoterapia pulsátil ou ao uso de imunossupressores sistêmicos, como a azatioprina. Em situações infecciosas, como neurites virais (como herpes simples) ou complicações da doença de Lyme, a administração terapêutica envolve antivirais específicos (aciclovir) ou antibióticos de amplo espectro, conforme o agente etiológico, sendo essencial em contextos como a meningite.

## Reabilitação auditiva
A reabilitação auditiva é um processo multidimensional que deve ser conduzido por fonoaudiólogos especializados, com planos terapêuticos individualizados conforme o tipo e grau da perda auditiva, além das condições clínicas associadas. Entre as estratégias utilizadas, destaca-se o treinamento de leitura orofacial, a terapia auditiva direcionada com foco na discriminação de fala sob ruído competitivo, e o uso de sistemas FM para otimizar a relação sinal/ruído em ambientes ruidosos, como salas de aula ou ambientes de trabalho.
O uso de aparelhos auditivos ou aparelhos de amplificação sonora individual (AASI) é indicado sempre na possibilidade de benefício na comunicação social e qualidade de vida do paciente, mesmo em casos de perdas auditivas retrococleares parciais ou de evolução lenta, mas que muitas vezes já ocasionam em dificuldades nas situações comunicativas. A seleção adequada do dispositivo, a programação com base no perfil audiométrico e o acompanhamento fonoaudiológico periódico são essenciais para garantir o benefício com uso do AASI. Tecnologias como microfones direcionais, cancelamento de ruído e conectividade sem fio podem ser utilizados com objetivo de melhorar a inteligibilidade da fala.
Nos casos em que a amplificação convencional não oferece benefícios funcionais (possibilidade em situações de neuropatia auditiva ou perdas retrococleares severas a profundas), o implante coclear pode ser indicado, quando houver integridade anatômica e funcional do nervo auditivo. A decisão deve ser baseada em avaliação clínica, audiológica e eletrofisiológica detalhada, considerando a possibilidade de condução neural eficaz do estímulo elétrico gerado pelo implante. O implante coclear tem como objetivo restaurar a percepção sonora por meio da estimulação elétrica direta das fibras do nervo auditivo visando a melhora na detecção e compreensão da fala. Nos casos em que o nervo auditivo está ausente, lesionado ou funcionalmente comprometido como em tumores retrococleares ressecados ou lesões centrais de tronco encefálico o implante coclear não é indicado, sendo o implante auditivo de tronco cerebral uma alternativa a ser considerada.
O acompanhamento contínuo e interdisciplinar, envolvendo fonoaudiologia e otorrinolaringologia e, quando necessário, outras especialidades, é fundamental para reabilitação auditiva e usos das tecnologias assistivas.

## Prognóstico
O prognóstico da perda auditiva retrococlear é fortemente influenciado pela etiologia e pela precocidade do diagnóstico e intervenção. Em neuromas acústicos tratados precocemente, as taxas de preservação auditiva são maiores quando ocorre o diagnóstico, intervenção e acompanhamento precoce. Os casos de perda auditiva congênita podem apresentar benefício na comunicação com uso de AASI, em perdas auditivas de grau leve e moderado, ou implante coclear nos casos de perda auditiva de grau severo a profundo.